# العلاقات الباكستانية البنينية
العلاقات الباكستانية البنينية هي العلاقات الثنائية التي تجمع بين باكستان وبنين.

## مقارنة بين البلدين
هذه مقارنة عامة ومرجعية للدولتين:
| وجه المقارنة                                              | باكستان                     | بنين            |
| --------------------------------------------------------- | --------------------------- | --------------- |
| المساحة (كم2)                                             | 881.91 ألف                  | 114.76 ألف      |
| عدد السكان (نسمة)                                         | 197.02 مليون                | 11.18 مليون     |
| الكثافة السكانية (ن./كم²)                                 | 223.4                       | 97.42           |
| العاصمة                                                   | إسلام آباد                  | بورتو نوفو      |
| اللغة الرسمية                                             | لغة إنجليزية، اللغة الأردية | لغة فرنسية      |
| العملة                                                    | روبية باكستانية             | فرنك غرب أفريقي |
| الناتج المحلي الإجمالي (بليون دولار)                      | 304.95 مليار                | 9.27 مليار      |
| الناتج المحلي الإجمالي (تعادل القوة الشرائية) بليون دولار | 946.67 مليار                | 22.38 مليار     |
| الناتج المحلي الإجمالي الاسمي للفرد دولار أمريكي          | 1.43 ألف                    | 762             |
| الناتج المحلي الإجمالي للفرد دولار أمريكي                 | 4.81 ألف                    | 2.03 ألف        |
| مؤشر التنمية البشرية                                      | 0.538                       | 0.480           |
| رمز المكالمات الدولي                                      | +92                         | +229            |
| رمز الإنترنت                                              | .pk                         | .bj             |
| المنطقة الزمنية                                           | ت ع م+05:00                 | ت ع م+01:00     |

## منظمات دولية مشتركة
يشترك البلدان في عضوية مجموعة من المنظمات الدولية، منها:
| علم المنظمة | اسم المنظمة                               | تاريخ انضمام باكستان | تاريخ انضمام بنين |
| ----------- | ----------------------------------------- | -------------------- | ----------------- |
|             | وكالة ضمان الاستثمار متعدد الأطراف        | 12 أبريل 1988        | 26 سبتمبر 1994    |
|             | منظمة التعاون الإسلامي                    | ?                    | ?                 |
|             | منظمة الشرطة الجنائية الدولية             | ?                    | ?                 |
|             | منظمة حظر الأسلحة الكيميائية              | ?                    | ?                 |
|             | منظمة التجارة العالمية                    | ?                    | ?                 |
|             | البنك الدولي للإنشاء والتعمير             | 11 يوليو 1950        | 10 يوليو 1963     |
|             | الأمم المتحدة                             | 30 سبتمبر 1947       | 20 سبتمبر 1960    |
|             | مؤسسة التمويل الدولية                     | 20 يوليو 1956        | 5 فبراير 1987     |
|             | يونسكو                                    | 14 سبتمبر 1949       | 18 أكتوبر 1960    |
|             | الاتحاد البريدي العالمي                   | ?                    | ?                 |
|             | المركز الدولي لتسوية المنازعات الاستشارية | 15 أكتوبر 1966       | 14 أكتوبر 1966    |
|             | الاتحاد الدولي للاتصالات                  | 26 أغسطس 1947        | 1961              |

## وصلات خارجية
- موقع وزارة الخارجية الباكستانية
- موقع وزارة الخارجية البنينية